# الغواصة الألمانية يو-234
غواصة يو-234 غواصة يو بوت ألمانية من الفئة العاشرة بي بنيت لسلاح بحرية ألمانيا النازية كريغسمارينه، في أحواض فريدريش كروب في كيل خلال الحرب العالمية الثانية. أبحرت يو-234 محملة ب 74 طنا من الرصاص و26 طنا من الزئبق و12 طنا من الصلب وسبعة أطنان من الزجاج البصري و 43 طنا من خطط الطائرات وأجزائها و560 كيلوغرام من أكسيد اليورانيوم وطائرة مي 262 مجزءة في 1 أبريل 1945، استسلمت عندما انتهت الحرب.

## البناء
بُنيت في الأصل لتكون غواصة لزراعة الألغام، وضعت عارضتها الأولى في أحواض فريدريش كروب في كيل في 1 أبريل 1942، وقد تضررت الغواصة يو-234 خلال عملية البناء، لكنها أطلقت في 22 ديسمبر 1943. وعقب خسارة الغواصة يو-233 في يوليو 1944، قُرر عدم استخدام يو-234 لزراعة الألغام، بل هُيئت لتكون غواصة لحمل البضائع للمسافات الطويلة، وكان القرار هو مهمتها إلى اليابان.

## المستشعرات

### الرادار
كانت غواصة يو-234 واحدةً من غواصات يو القليلة التي زودت بجهاز إرسال رادار- يو «إف يو إم أو-61 هوينتوايل». والذي رُكب على الجانب الأيمن من برج القيادة.

### كشف الرادار
زودت غواصة يو-234 بهوائي تونس «إف يو إم بي-26». هذا الهوائي كان يجمع ما بين «إف يو إم بي. 24 فليغه» و«إف يو إم بي. 25 كوبا 2». وكان يمكن تركيبه على حلقة هوائي لإيجاد الاتجاهات أو بشكل منفصل على الجسر.

## الخدمة الحربية
عادت الغواصة يو-234 إلى أحواض فريدريش كروب في كيل في 5 سبتمبر 1944، لتجديدها للنقل. بعيدًا عن عملها الثانوي، فقد أُضيف إليها سنوركل (جهاز لتتزود بالهواء أثناء غوصها)، و زودت بـ 12 من أعمدتها الثلاثين بحاويات حمولة خاصة، لها نفس قطر الأعمدة وحُملت بواسطة آليات إطلاق الألغام. بالإضافة لتحميل صالب القاعدة مع الحمولة، يُعتقد أنه زجاج من المستوى البصري وزئبق، واحتلت حاويات الشحن مقصوراتها الأربع لتخزين الطوربيد الموجود على سطحها (اثنتان على كل جانب).

### الحمولة
حددت لجنة خاصة «مارين زوندردينتس أوسلاند» ماهية الحمولة التي ستنقلها الغواصة، وعُمل عليها حتى نهاية العام 1944، وفي ذلك الوقت أبلغ ضباط الغواصة بأنهم سيقومون برحلة خاصة إلى اليابان. عند اكتمال التحميل، قدّر ضباط الغواصة أنهم كانوا يحملون 240 طناً من البضائع بالإضافة إلى وقود الديزل الكافي والمخصصات لرحلة من ستة إلى تسعة أشهر.
تضمنت الشحنة رسومات تقنية وعينات لأحدث الطوربيدات الكهربائية ومقاتلة اعتراضية من طراز مسرشميت مي 262 النفاثة وصواريخ هينشل إتش إس 293 الانسيابية، بالإضافة إلى ما أدرج لاحقًا في بيان التفريغ الأمريكي: 550 كغ (1210 أرطال) من أكسيد اليورانيوم . في كتاب هيرشفلد عام 1997، ذكر فولفغانغ هيرشفلد أنه شاهد نحو 50 مكعبًا من الرصاص بأبعاد 23 سم (9.1 بوصة)، وكتب على كلٍ منها «يو-235»، تُحمل إلى أعمدة الغواصة الأسطوانية. ووفقًا لرسائل الكابل المرسلة من حوض السفن، فإن هذه الحاويات تحمل بودرة اليورانيوم.
عندما انتهى تحميل الشحنة، أجرت الغواصة يو-234 تجارب إضافية بالقرب من كيل، ثم عادت إلى المدينة الألمانية الشمالية لتحمل ركابها.

### الركاب
كانت الغواصة يو -234 تحمل على متنها 12 راكبًا، من بينهم جنرال ألماني وأربعة ضباط من البحرية الألمانية ومهندسون مدنيون وعلماء واثنان من ضباط البحرية اليابانية. وكان من بين الموظفين الألمان: الجنرال أولريش كيسلر من القوات الجوية الألمانية لوفتفافه، والذي كان سيتولى مهام اتصال لوفتفافه في طوكيو؛ وكاي نيشلنغ محامي وقاضي الأسطول البحري الذي كان متجهًا لتخليص السلك الدبلوماسي الألماني في اليابان من بقايا حلقة تجسس ريخارد زورغه؛ وهاينز شليكه متخصص في الرادار والأشعة تحت الحمراء والتدابير المضادة ومدير حقول الاختبار البحرية في كيل (والذي جندته الولايات المتحدة لاحقًا في عملية مشبك الورق)؛ وأوغست برينغيفالديه، الذي كان مسؤولاً عن إنتاج مي 262 في مسرشميت.
أما الركاب اليابانيون فهم القائد الملازم هيديو توموناغا من البحرية اليابانية الإمبراطورية، وهو مهندس بحري ومصمم غواصات جاء إلى ألمانيا في عام 1943 على متن الغواصة اليابانية أي-29، والقائد الملازم شوجي جينزو، وهو اختصاصي طائرات وملحق بحري سابق.

### الرحلة
أبحرت الغواصة يو-234 من كيل إلى كريستيانساند في النرويج مساء يوم 25 مارس 1945، مصحوبةً بسفن مرافقة وثلاث غواصات ساحلية من الفئة الثالثة والعشرين، ووصلت إلى قاعدة هورتن البحرية بعد يومين. أمضت الغواصة الأيام الثمانية التالية في إجراء تجارب على السنوركل الخاص بها، وخلال هذه التجارب اصطدمت عن طريق الخطأ بغواصة من الفئة السابعة كانت تقوم بتجارب مماثلة. كانت الأضرار التي لحقت بالغواصتين طفيفة، وعلى الرغم من انثقاب خزان الغوص والوقود، استطاعت الغواصة يو-234 متابعة تدريباتها. ثم انتقلت إلى كريستيانساند في 5 أبريل، حيث خضعت للإصلاحات وتزودت بالمؤون والوقود.
غادرت يو -234 كريستيانساند متجهة إلى اليابان في 15 أبريل 1945، حيث غاصت إلى عمق السنوركل في أول 16 يومًا، وظهرت على السطح بعدها لأن قائدها الملازم أول يوهان هاينري فيلر اعتبر أنه في مأمن من الهجوم على السطح خلال العاصفة الشديدة التي ضربت حينها، ومنذ ذلك الحين أصبحت الغواصة تمضي ساعتين على السطح ليلًا، وتحت الماء ما تبقى من الوقت. استمرت الرحلة دون أي حوادث؛ كانت أول إشارة على خسارة ألمانيا هي توقف جهاز إرسال جولياث عن الإرسال، تلاه توقف محطة نوين بعد فترة وجيزة. لم يعرف فيلر ذلك، لكن مقر القيادة البحرية الألمانية كان قد سقط في أيدي الحلفاء.
بعد ذلك في 4 مايو، تلقت يو-234 بثًا من محطات الإذاعة البريطانية والأمريكية يعلن أن الأدميرال كارل دونيتز أصبح رئيسًا لدولة ألمانيا بعد موت أدولف هتلر. طفت الغواصة على السطح في 10 مايو لاستقبال إشارة الراديو بشكل أفضل، وتلقت آخر أمر من دونيتز لقوات الغواصات، الذي طلب من جميع غواصات يو التوجه إلى السطح، ورفع الأعلام البيضاء والاستسلام لقوات الحلفاء. اشتبه فيلر بحدوث خدعة وتمكن من الاتصال بغواصة يو أخرى (يو-873)، حينها أقنعه قبطانها بأن هذه الرسالة حقيقية.
في هذه المرحلة، كانت الغواصة يو على بعد متساوٍ تقريبًا من الموانئ البريطانية والكندية والأمريكية. قرر فيلر عدم مواصلة رحلته، وتوجه بدلاً من ذلك إلى الساحل الشرقي للولايات المتحدة. اعتقد فيلر أن الاستسلام للقوات الكندية أو البريطانية سيضعهم في السجن، وقد يستغرق الأمر سنوات قبل إعادتهم إلى ألمانيا؛ وكان يعتقد أن الولايات المتحدة ستكتفي بإرسالهم إلى الوطن. وبناءً على ذلك، قرر فيلر أنه سوف يستسلم للقوات الأمريكية، لكنه بث يوم 12 مايو أنه يعتزم الإبحار إلى هاليفاكس، نوفا سكوتيا للاستسلام لضمان عدم وصول الوحدات الكندية إليه أولاً. ثم عدل مساره إلى نيوبورت نيوز، فرجينيا؛ أثناء العبور تخلص الملازم فيلر من جهاز الكشف عن الرادار تونس ونظام الاتصالات الراديوية كوريير الجديد وجميع الوثائق المتعلقة بنظام إنجما وغيرها من الأوراق السرية. أما الضابطان اليابانيان فقد انتحرا حين علما باستسلام الغواصة عن طريق تناول جرعة زائدة من اللومينال (فينوباربيتال). ودفنا في البحر.